# 목마른 나무들
"목마른 나무들"은 한국에서 제작된 정진우 감독의 1964년 영화이다. 강신성일 등이 주연으로 출연하였고 주동진 등이 제작에 참여하였다.

## 출연

### 주연
- 강신성일
- 엄앵란
- 김석훈

## 기타
- 원작자: 정연희
- 조명: 고해진